# Euploea juno
Euploea juno är en fjärilsart som beskrevs av Hans Ferdinand Emil Julius Stichel 1899. Euploea juno ingår i släktet Euploea och familjen praktfjärilar. Inga underarter finns listade i Catalogue of Life.